# Béatrice Slama
Béatrice "Bice" Slama (Túnez, 2 de junio de 1923 - París, 19 de septiembre de 2018) (nacida Saada) fue una intelectual, historiadora, profesora y activista comunista y feminista judía tunecina. Estaba especializada en literatura femenina. Se exilió en 1965 a Francia. En los años 70 creó uno de los primeros seminarios de estudios de las mujeres en la universidad de París.

## Biografía
Nació en Túnez, en el seno de una familia judía adinerada procedente de Gabés, en 1923. Creció en un ambiente en el que se animaba a las niñas a estudiar. Su padre, tunecino, era francmasón, su madre era italiana. Realizó estudios secundarios en el liceo Armand Fallières de Túnez (actualmente Lycée de la Rue de Russie) y terminó el bachillerato en 1941. El mismo año se incorporó al Partido Comunista de Túnez en plena clandestinidad para luchar contra el nazismo y la ocupación alemana de Túnez con compañeros que ya había conocido en 1936. Su militancia comunista que marcará su vida.
En 1943 se casa con Ivan Slama un joven médico comprometido en el apoyo de los republicanos españoles ante la llamada del periódcio Ce Soir. Tres días después, en un registro de su domicilio por la Gestapo fue detenido. Después de la guerra fue una de las fundadoras de la Union des jeunes Filles de Tunisie (UJFT) organización feminista próxima al partido comunista que dirigirá de 1944 a 1948 y fue también una de las redactoras de su órgano de prensa Filles de Tunisie (1944-1946).
Defensora de un estado tunecino plural en religiones insistía en la fraternidad entre judíos -que militaron ampliamente en el PCT- musulmanes y el resto de componentes sociales étnicos forjados en el Partido Comunista Tunecino, que salió de la ilegalidad en 1943 tras la "liberación" de Túnez.
Retomó sus estudios universitarios en la Sorbona de París y se licenció en Italiano lo que le permitió dar clases durante 15 años en el liceo Alaoui de 1948 a 1965. Sindicada en el sector de la enseñanza fue secretaria de la célula comunista "Liberté" de la sección Centro de Túnez a partir de 1950. Participa con frecuencia en las asambleas comunistas y en numerosas manifestaciones. A partir de los años 50 se compromete en la lucha por la independencia. 
"El que yo fuera comunista hizo que me interesara más por la historia del país y me apasioné por la insurrección de 1864" explicaba. A este momento histórico dedicó la memoria de sus estudios superiores bajo la dirección de Charles, André Julien. Contó ante las cámaras la esquizofrenia de las sociedades coloniales en las que las comunidades apenas se cruzaban salvo en el partido comunista o en las organizaciones sindicales.
Agregada de Letras modernas en 1961 dará clases en la joven universidad de Túnez de 1961 a 1965. Las dificultades para sobrevivir como judía en Túnez provocó que ella y su marido dejaran Túnez en 1965. Su hermana, casada con un militante comunista en 1953, Belhassen Khiari, que más tarde se convertiría en secretario general de la Unión Sindical de Trabajadores tunecinos pudo quedarse. Béatrice y su marido se instalaron en París donde fue profesora en la Universidad de París X (Nanterre). Allí tiene la oportunidad de vivir el mayo del 68. Es también el año que obtiene la nacionalidad francesa en 1968. 
"Los años 70 fueron para mi los de la alegría de enseñar, la felicidad de una aventura colectiva, a pesar de que es son también los años de mi cáncer y de la muerte de mi marido en 1977".
En 1970 se creó un centro universitario en Vincennes (Paris 8) formando parte del cuerpo de profesorado. Posteriormente ocupó un puesto de profesora de literatura comparada en la Universidad de París 8 hasta su jubilación en 1993.  Junto a su amiga Hélène Cixous continuará el activismo por la defensa de los derechos de las mujeres y la lucha feminista creando uno de los primeros seminarios de estudios de las mujeres en Francia a partir de los años 70. En su seminario plantea estudiar las huelgas de las mujeres, la prensa femenina en la historia, temas ausentes en la Universidad hasta entonces.
Habla con pasión "de la voluptuosidad de la escritura de Colette", del descubrimiento del deseo sexual grosero en la obra de Simone de Beauvoir o de Doris Lessing, del "cuerpo de mujeres como otro yo, ambos verdugos y víctima ". O Marguerite Duras, "silencio y voz" y este erotismo de lentitud y silencio ... explica en el documental que Hejer Charf rodó sobre ella.
En 2011 apoya la revolución tunecina. En 2016 recibe la distinción del orden nacional del Orden del Mérito Cultural en Túnez en la embajada de Túnez en París. 
Se jubiló en 1993 en París donde vivió hasta su muerte a los 95 años el 19 de septiembre de 2018.

## Literatura femenina o escritura de mujeres
Slama publica diversos textos sobre literatura femenina, entre ellos "De la « littérature féminine » à « l'écrire-femme » : différence et institution" en los que investiga la historia de las mujeres en la literatura, recoge el cuestionamiento masculino de que sea buena literatura. "Las mujeres se sitúan entre el deseo de ser aceptada y la necesidad de afirmar su transgresión" señala en el análisis que cuestiona el acento que con frecuencia se marca en "la diferencia" y advierte que si bien reivindicamos nuestra diferencia corremos el peligro de encerrarnos señalando con Fanon "que los valores refugio de ayer pueden convertirse en valores-prisión de mañana".

## Documental
La cineasta tunecino-canadiense Hajer Charf realizó un documental biográfico sobre su vida "Béatrice, un siècle" presentado en la cinemateca tunecina en diciembre de 2018 pocos meses después de su muerte.

## Reconocimientos
- En 2016 fue condecorada con el Orden al Mérito cultural de Túnez en nombre del presidente Béji Caïd Essebsi

## Publicaciones
- De la « littérature féminine » à « l'écrire-femme » : différence et institution. In: Littérature, n°44, 1981. L'institution littéraire II. pp. 51-71.
- Femmes écrivains en Misérable et Glorieuse la Femme du XIXe Siècle. Ed Jean-Paul Aron, Paris Fayard 1980
- Colette, le sexe e le langage. Fait partie d'un numéro thématique : Genre et langage. Actes du colloque tenu à Paris X-Nanterre les 14-15-16 décembre 1988
- La littérature prolétarienne en France (1928-1934): ses œuvres, ses buts, ses problèmes. Autor André Samuel Hadjouel con la colaboración de Béatrice Slama.